# Hans Dragehjelm
Hans Dragehjelm, född 17 februari 1875 i Nykøbing, död 2 april 1948 i Köpenhamn, var en dansk lärare och barnpedagog. 
Hans Dragehjelm är känd för att han 1908 introducerade sandlådan i Danmark, närmare bestämt på en tomt i Christianshavn i Köpenhamn.  Han skrev även ett flertal skrifter och avhandligar om barns lek i sandlådor, och var rådgivande till inrikesministeriet om utformningen av lekplatser.  
Hans Dragehjelm arbetade tillsammans med landskapsarkitekten Carl Theodor Sørensen, och de skapade 1943 den första bygglekplatsen, Emdrup Skrammellegeplads. 